# George Holmes
George Holmes (1894 – 1964) byl britský reprezentační hokejový útočník.
S reprezentací Velké Británie získal jednu bronzovou olympijskou medaili (1924).

## Úspěchy
- Bronz na Letních olympijských hrách – 1924